# Чмелівський Віталій Володимирович
Віта́лій Володи́мирович Чмелі́вський (3 жовтня 1982 — 9 жовтня 2014) — солдат Збройних сил України, учасник російсько-української війни.

## Життєпис
Народився 1982 року в місті Узин (Київська область).
Мобілізований 3 серпня 2014-го, радіотелефоніст, 128-а окрема гірсько-піхотна бригада.
6 жовтня почався мінометний обстріл позицій бригади, екіпаж САУ перебував на позиції. З посиленням обстрілів командир наказав усім покинути машини та ховатися. У бліндаж затрибнуло з півтора десятка бійців. Однак терористи вже до бліндажа пристрілювалися, вийти звідти вдалося не всім. Віктор Пунда — водій-механік САУ Віктора Бойка — теж вибрався, однак швидко повернувся. Пунда та Бойко загинули разом — на зміну мінам полетіли ракети «Граду», одна розірвалась у бліндажі. Віталій Чмелівський зазнав смертельних поранень. 9 жовтня 2014-го помер в харківському госпіталі.
Без Віталія лишились мама, брат.
11 жовтня 2014-го похований в місті Біла Церква, кладовище «Сухий Яр».

## Нагороди та вшанування
За особисту мужність і героїзм, виявлені у захисті державного суверенітету та територіальної цілісності України, вірність військовій присязі під час російсько-української війни, відзначений — нагороджений
- орденом «За мужність» III ступеня (посмертно)
- в жовтні 2015-го у місті Узин відкрито меморіальну дошку випускникам ЗОШ № 1 Миколі Стаднику, Віталію Чмелівському та Дмитру Гурі
- Його портрет розміщений на меморіалі «Стіна пам'яті полеглих за Україну» у Києві: секція 4, ряд 3, місце 30
- занесений у Книгу почесних громадян Білоцерківського району «Золотий фонд району» (посмертно)
- Вшановується 9 жовтня на щоденному церемоніалі вшанування українських захисників, які загинули цього дня в різні роки внаслідок російської збройної агресії[1]